# Saponiet

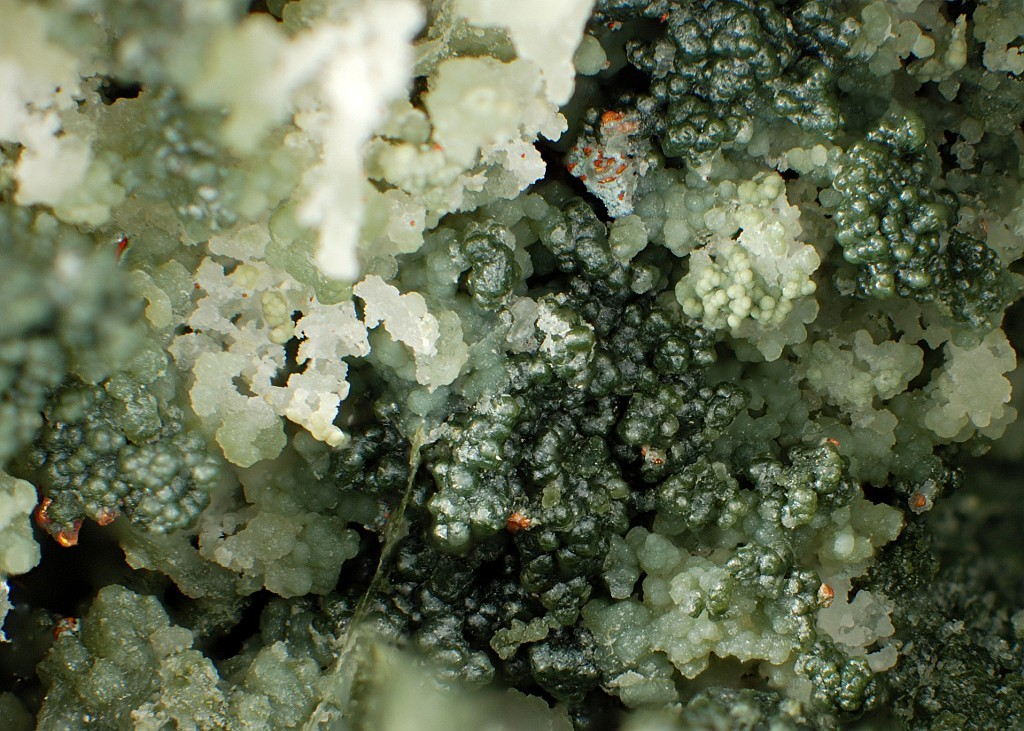
Saponietballetjes in lichtgroen

Het mineraal saponiet of zeepsteen is een fyllosilicaat en een kleimineraal, een smectiet. De naam saponiet is van het Latijnse woord saponem afgeleid, dat zeep betekent. Het heeft de molecuulformule:
(Ca,Na)0,2Mg2Fe2+Si3AlO10(OH)2·4(H2O).
Het molecuul is een verbinding van fyllosilicaationen met calcium, natrium, magnesium, ijzer, aluminium en twee hydroxylgroepen en is gehydrateerd. Het mineraal talk is ook een smectiet.
Saponiet is wit, geelwit, groenwit, blauwwit of lichtroze, het heeft een doffe glans en een witte streepkleur. Het heeft een monoklien kristalstelsel en de splijting van het mineraal is perfect volgens het kristalvlak [001]. Saponiet heeft een massadichtheid van 2,3 kg/l, de hardheid is 1,5 tot 2 en het mineraal is niet radioactief. Het komt voor in amygdaloidale spleten in basalten. De typelocatie is het schiereiland The Lizard in Cornwall, in het zuidwesten van Engeland.